# キャバレー (小説)
『キャバレー』は、栗本薫のハードボイルド小説。これを原作として1986年に映画が、2000年にミュージカルが制作された。
本作は若き天才サックス奏者・矢代俊一を主人公として、ジャズの曲「レフト・アローン」がつなぐ、中年のやくざの代貸・滝川との奇妙な友情を描く成長物語である。

## 発表経過
初出は『野性時代』1983年8月号。本号に全編が一挙掲載されたのち、同年9月30日に角川書店から単行本（ISBN 4-04-872368-5）が刊行された。のち、1984年12月10日に角川文庫版（ISBN 4-04-150007-9）が、2000年6月18日にハルキ文庫版（角川春樹事務所、ISBN 4-89456-704-0）が、2019年1月24日に角川文庫・ 新装版（ISBN 9784041075838）が刊行されている。角川書店版の表紙は福田隆義、ハルキ文庫版の表紙は鹿乃しうこ、角川文庫・ 新装版の表紙は佳嶋が担当している。
2000年10月には、矢代俊一と滝川との16年ぶりの再会を描いた続編『黄昏のローレライ キャバレー2』が、ハルキ・ノベルス（角川春樹事務所、ISBN 4-89456-264-2）より刊行された。

## あらすじ
中小企業の経営者の息子である大学生の俊一は、有名私大の名門ジャズ・サークルでサックスを譚っと宇していた。だが、クラシックしか認めない頭の堅い親や技術自慢ばかりの同級生に嫌気がさし、ジャズの真髄を究めるために家を出て、場末のキャバレー「タヒチ」のバンドに潜り込んでいた。
当初は、全く違った水商売の世界は目新しかったものの、すぐにその澱んだ空気に馴染んでしまい、酔っぱらい相手の演奏や三流のバンドマンとの競演に得るものもなく、仲間のバンドマンやボーイ達と変わりばえのしない毎日を過ごすようになった。
ある日、地元を支配する暴力団・小桜組の代貸として恐れられていた滝川から「レフト・アローン」のリクエストを受ける。演奏後に滝川から呼び出された俊一は、以前にレコードで聞いた『レフト・アローン』とは違うと言われる。普段はむしろ臆病なくらいだが、音楽に関することになると頭に血が上る俊一は、偉大なジャッキー・マクリーンに劣ると貶されたと感じ、相手がやくざであることも忘れて激しく反論した。
以来、滝川は俊一に対して奇妙な敬意を払うようになり、俊一の演奏を聴きに来ては、その後しばしばその演奏について語りあうようになった。滝川は音楽に関しては全く無知だが、天性の感を持っており、しばしば俊一を驚かせる指摘をしては、俊一の心と音楽の成長に少なからぬ影響を与えるようになった。
滝川、そして「タヒチ」の同僚やホステスたちとの交流によって、俊一はいつしか、ジャズにつながる人の生の愛しさと哀しみを肌で感じるようになった。そして、それがついに、俊一を新たな音楽の境地へと導くことになった。
だが、あくまで純粋に音楽に打ち込む俊一の気づかぬうちに、俊一の周囲にさまざまな人々の、そして対立する暴力団同士の思惑が影を落とし始めていた。その影はやがて俊一をも巻き込み、そのことによって滝川は、ある苦渋の決断を迫られる。

## 主要な登場人物
矢代俊一
場末のキャバレー「タヒチ」のジャズバンドのサックス奏者。19歳。やわらかな髪、華奢な体つき、細い顎、長いまつげの美少年。プロを入れても日本で五本の指に入るという名高いビッグバンドである、S大のモダンジャズ・ソサエティに、入部して1週間でサックスのレギュラーを取ったという逸材。だが、恵まれた境遇に飽き足らず、本物のジャズの魂を求めて、場末のキャバレーに自ら身を落とした。
滝川
「タヒチ」の界隈を仕切る暴力団・小桜組の代貸。六尺豊かの長身のたくましく、がっちりとした体格。かたぎには手を出さない、筋の通ったやくざとして知られるが、いざというときの非情でも知られ、人殺しの伝説には事欠かない。素人ながらも俊一の音楽の才能に惚れ込み、さまざまなかたちでバックアップしようと試みる。
金
場末のキャバレー「タヒチ」のジャズバンドのピアニスト。50歳になりかけの韓国人。
中村
場末のキャバレー「タヒチ」のジャズバンドのドラマー。35～36歳。賭博狂で借金に追われている。
浅井
場末のキャバレー「タヒチ」のジャズバンドのベーシスト。39歳。通称源さん。女房、2人の子持ちで六畳一間暮らし。
松村（政）
小桜組の若頭。将来の代貸候補。三白眼の険しい顔立ちの大男。男っぷりは悪くなく、英子に惚れている。
英子
キャバレー「タヒチ」のNo.1ホステス。20歳前後。俊一に惚れており、彼の初めての女性となった。
久保
場末のキャバレー「タヒチ」のボーイ。通称ター坊。おしゃべりで気がよく、俊一とは比較的なかがいい。

## 映画
角川春樹事務所創立10周年記念作品として、本書を原作とする映画が製作され、1986年4月26日に全国で公開された。矢代の成長と、滝川との友情を描いた物語としての基本に変更はないものの、その結末をはじめ、ストーリーには大きなアレンジが加えられている。また、過去に角川映画に出演したスターたちが、ワンシーンの顔見せや画面の隅にかろうじて映り込む程度のエキストラ的端役を含め大挙出演している。

### 概要
80年代後半に世界的なジャズブームが起こり、50年代ブームが到来すると睨んだ角川は、本作公開の前年に公開された洋画『コットンクラブ』を鑑賞して、甘くノスタルジックな映画にしようと、自社から1983年に出ていた栗本薫の原作を選ぶ。イタリア映画の香りを画面から出したいという思いから、映画全体の色調はセピア調に統一され、配役も相手役のヤクザをイタリアマフィア的なイメージで捉えるため、鹿賀丈史が起用された。本作は、角川春樹事務所の専属俳優であった野村宏伸を役者として鍛え上げる目的もあり、角川は野村を自身の分身と仮託して、私物の革ジャンを劇中で着用させた。大人向けの映画として企画されたが、配収は10億円に届かず、50年代ブームも到来しなかった。前年に薬師丸ひろ子が退社し、翌年には原田知世や渡辺典子が独立して、アイドル映画が作れなくなった角川映画は劇場アニメに傾倒して行くことになる。

### キャスト
- 矢代俊一：野村宏伸
- 滝川：鹿賀丈史
- 英子：三原じゅん子
- 中村（ドラムス）：ジョニー大倉
- 金（ピアノ）：山川浩一
- 浅井（ベース）：尾藤イサオ
- 章次（白江組組員）：本間優二
- 久保（矢代の同僚）：新井康弘
- 阿久津（北憂会組員）：成瀬正
- スターダスト・ホステス：津田ゆかり
- スターダスト従業員：杉欣也
- 同・バーテンダー：清水昭博
- 同・マネージャー：中村孝雄
- 同・ダンサー：村田香織
- スターダストの客A：中井啓輔
- 小坂井（刑事）：室田日出男
- 白江（白江組組長）：原田芳雄
- 南部恵：倍賞美津子

### ゲスト出演
- 関東連合組長：千葉真一
- 関東連合組員：渡瀬恒彦（ノンクレジット）
- 関東連合運転手：永島敏行
- 関東連合総長：丹波哲郎
- ミドリ：渡辺典子
- 千枝古：原田知世
- 田能倉：真田広之
- 安原（英子のヒモ）：宇崎竜童
- 前川（北憂会組員）：清水健太郎
- 佐島（北憂会幹部）：古尾谷雅人
- 相馬六助（滝川の舎弟）：竹内力
- スターダスト・マスター：夏八木勲
- スターダストの客B：北方謙三
- 歌手：白竜
- ピアニスト：原田貴和子
- パブのママ：志穂美悦子
- ウエイトレス：薬師丸ひろ子
- レストランウエイター：高柳良一

### スタッフ
- 製作・監督・音楽監督：角川春樹
- 脚本：田中陽造
- 原作：栗本薫（角川文庫刊『キャバレー』）
- プロデューサー：坂上順、菅原比呂志
- 音楽：佐久間正英　他
- 撮影：仙元誠三
- 美術：今村力
- 照明：渡辺三雄
- 録音：瀬川徹夫
- 編集∶田中修
- 助監督：成田裕介
- 製作担当∶青木勝彦
- 音楽プロデューサー∶石川光
- 音響効果∶帆苅幸雄、小池秀晴（東洋音響）
- 特殊メイク：原口智生
- 技斗：高倉英二
- カースタント：三石千尋
- 特殊効果：納富貴久男（てっぽう屋）
- 現像：IMAGICA
- 録音スタジオ：にっかつスタジオセンター
- リーレコ：アオイスタジオ
- スタジオ：東映東京撮影所

### 関連出版物

#### 書籍
- 『シナリオ キャバレー』（角川文庫 / 1986年4月10日発行 / ISBN 4-04-150099-0）
完成台本および撮影台本が収録されている。
- 『キャバレー カドカワフィルムストーリー』（角川文庫 / 1986年4月25日発行 / ISBN 4-04-159509-6）
映画のストーリーをスチール・フィルムにより再現した作品。

#### CD
- 『キャバレー オリジナル・サウンドトラック』
発行日：1986年4月2日
発売元：ソニー・ミュージック
収録曲
  1. Left Alone（英語版）（作曲：Mal Waldron）
  2. Side by Side（作詞・作曲：Harry Woods）
  3. K's Bar（作曲：Yoshio Ohtomo）
  4. Now's the Time（英語版）（作曲：Charlie Parker）
  5. Wrap Your Troubles in Dreams（英語版）（作詞：Ted Koehler & Billy Moll 作曲：Harry Barris）
  6. Harbor Lights（作曲：Masahide Sakuma）
  7. Left Alone（作詞：Billy Holiday 作曲：Mal Waldron）
  8. Into the Night（作曲：Yoshio Ohtomo）
  9. Star Dust（作曲：Hoagy Carmichael）
  10. Peek-a-boo（作曲：Yoshio Ohtomo）
  11. Adagio（作曲：Masahide Sakuma）
  12. Left Alone（作曲：Mal Waldron）

## ミュージカル
作者自身の脚本・演出により、本書を原作とするミュージカルが製作され、2000年6月29日から同年7月3日にかけて、東京・シアターVアカサカにて上演された。物語のテーマに変更はないが、矢代俊一の設定が、サックス奏者からダンサーに変更されている。

### キャスト
- 矢代俊一：原田優一
- 滝川修二：水木竜司
- 津坂英子：花木佐千子
- 黒田五郎：中山浩
- 松村健：佐藤和久
- 高松茜：榛名珠利
- 山辺勉：小川潤
- 支配人・永山：鈴木良一
- 三下・マサシ：大久保圭介
- ボーイ・タカシ：俵和也
- ホステス・ヒロミ：若旅美香
- ホステス・ユカリ：天野恵
- ホステス・カオリ：碇あゆみ
- ホステス・サチヨ：飛田美紀子

### スタッフ
- 脚本・演出・作詞・作曲：中島梓
- 振付：榛名珠利
- 音楽製作：荒川泰
- 照明：武藤聡
- 音響：岩下雅夫
- 美術：志田原貴子
- 衣裳：菊田光次郎